# Akanthophoreus phillipsi
Akanthophoreus phillipsi is een naaldkreeftjessoort uit de familie van de Akanthophoreidae. De wetenschappelijke naam van de soort is voor het eerst geldig gepubliceerd in 1991 door Sieg & Dojiri.